# 敏音知站

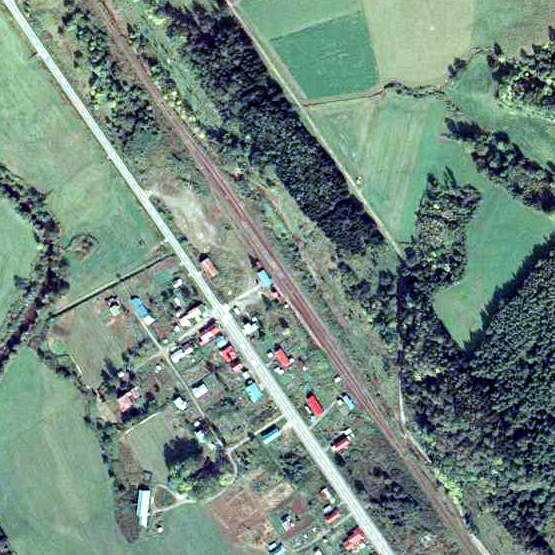
1977年的敏音知站與方圓約500米範圍。左上方為中頓別方向。當時設有2面2線的單式月台。車站大樓旁邊靠近中頓別一方設有貨物月台與引込線。車站後方設有副本線。當時已經結束貨物處理，車站後方的堆場變回荒野，圖中可看見副本線。

敏音知站（日语：／ Pinneshiri eki */?）是位於北海道枝幸郡中頓別町字敏音知，北海道旅客鐵道（JR北海道）的天北線車站（廢站）。隨著天北線廢線，車站在1989年（平成元年）5月1日廢除。

## 歷史
- 1916年（大正5年）10月1日 - 鐵道院宗谷線小頓別站至中頓別站之間開通，此站啟用[1]。當時為一般車站[1]。
- 1919年（大正8年）10月20日 - 路線名稱改為宗谷本線，成為宗谷本線車站。
- 1930年（昭和5年）4月1日 - 音威子府站至稚內站之間的路段改名為北見線，成為北見線車站。
- 1949年（昭和24年）6月1日 - 日本國有鐵道成立，成為日本國有鐵道車站。
- 1961年（昭和36年）4月1日 - 路線改名為天北線，成為天北線車站。
- 1973年（昭和48年）9月17日 - 終束處理貨物和行李業務[3]。
- 1987年（昭和62年）4月1日 - 伴隨國鐵分割民營化，車站由北海道旅客鐵道（JR北海道）營運[1]。
- 1989年（平成元年）5月1日 - 天北線全線廢除，此站也廢除[1]。

## 車站構造
截至車站廢除前，車站是一座地面車站，設有2面2線的單式月台（千鳥式配置）。當時可進行列車交會。車站大樓月台北邊和對面月台南邊之間設有站內平交道連接。車站大樓一方的月台（西南方）是下行線，對面月台（東北方）是上行線。此外，上行線南稚內一方設有分支連接一條側線。
此站設有職員配置車站。車站大樓位於站內西南方，鄰接月台與站內平交道。雖然車站大樓是一座古老木製建築物，但是外觀塗上了巧克力色以進行裝飾。月台全長50米。月台上種植了一串紅的花壇。

## 站名的由來
車站名稱取自地名。地名的阿伊努語是「ピン・ネ・シリ」（男之山）。而車站附近有兩座山，在阿伊努語中，兩座山分別名為「ピン・ネ・シリ」和「マツ・ネ・シリ」（女之山）。

## 使用狀況
- 在1981年度（昭和56年度）的一日上下車人次為12人[4]。

| 乘車人員變化 | 乘車人員變化 |
| 年度         | 1日平均人次  |
| ------------ | ------------ |
| 1921         | 70           |
| 1935         | 30           |
| 1953         | 69           |

## 車站周邊
- 國道275號（頓別國道）
- 頓別川[6]
- 敏音知岳 - 車站東北方約3.5公里[4]。海拔703米。在站前可看見該山岳[4]。
- 宗谷巴士（日语：宗谷バス）天北宗谷岬線（日语：天北線 (宗谷バス)）「男之山溫泉」巴士站

## 現況

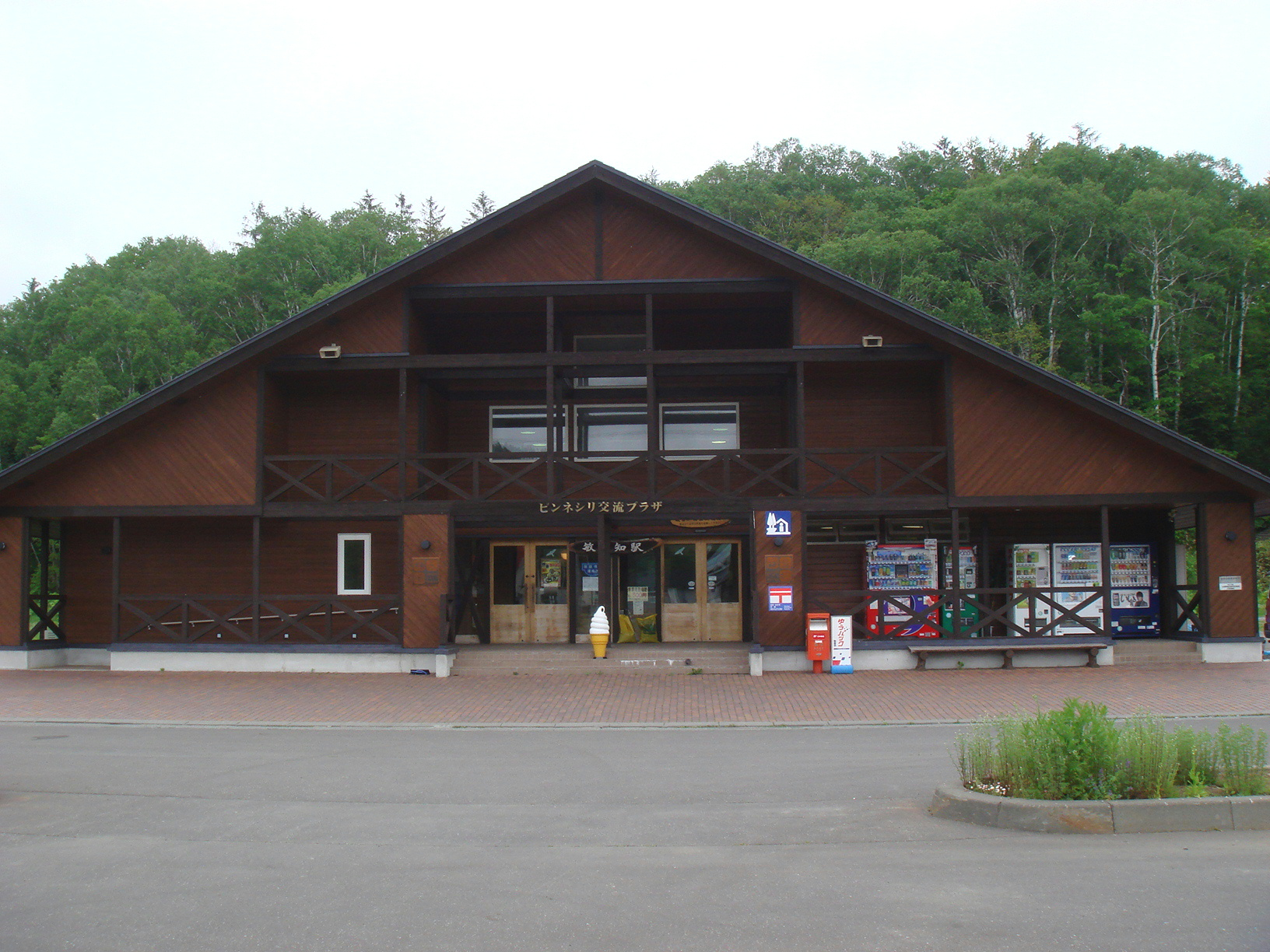
車站遺址附近建設了「道之驛男之山」。

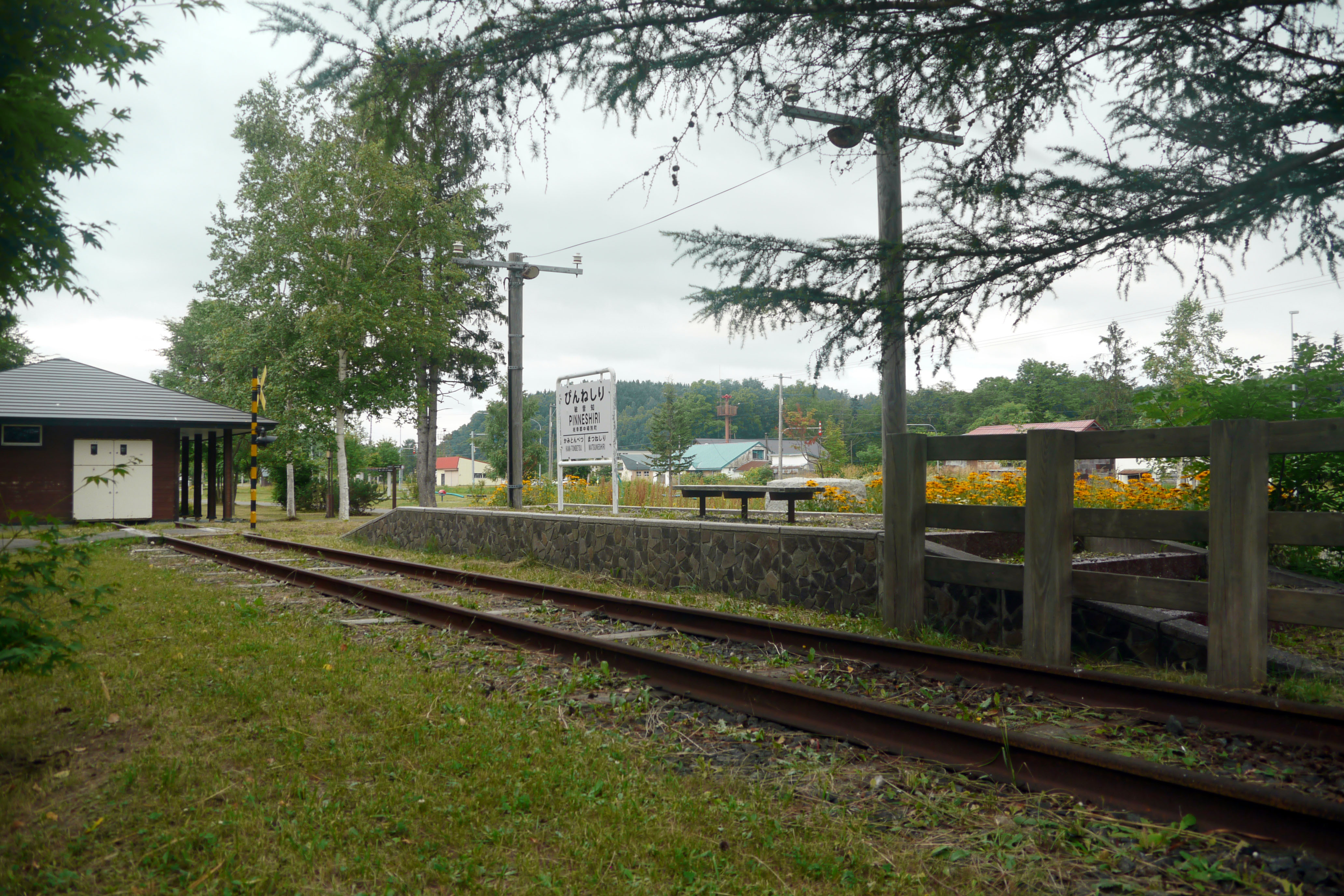
敏音知站的紀念碑

截至1997年（平成9年），車站遺址附近建設了道之驛男之山。在該處設有汽車營地，另一處建設了鐵路紀念月台。截至2010年（平成22年），截至2011年（平成23年）也是同樣。月台的模擬的，而路軌和枕木都是真物，當中設有附有警報機的平交道，刻上了「舊 天北線 敏音知站蹟」的石碑，站名牌型資訊版上描繪了路線地圖。登上敏音知岳之際，需要先行前往道之驛進行登山通知手續。在道之驛對面設有男之山溫泉。

## 相鄰車站
北海道旅客鐵道（JR北海道）
天北線
惠野－敏音知－周磨

## 注腳
1. 1 2 3 4 5 6  石野哲（編）. . JTB. 1998: 905. ISBN 978-4-533-02980-6 （日语）.
2. ↑  1948年撮影航空写真（日語）（國土地理 地圖、航空相片參閲服務）
3. ↑  . 官報. 1972-09-14 （日语）.
4. 1 2 3 4 5 6 7 8 9 10  書籍《国鉄全線各駅停車1 北海道690駅》（小學館，1983年7月發行）188頁。
5. ↑  中頓別町史 平成9年5月發行 P397/8,855
6. ↑  書籍《北海道道路地図 改訂版》（地勢堂，1980年3月發行）16頁。
7. ↑  書籍《鉄道廃線跡を歩くIV》（JTB出版，1997年12月發行）24-25頁。
8. ↑  書籍《新 鉄道廃線跡を歩く1 北海道・北東北編》（JTB出版，2010年4月發行）15-17頁。
9. 1 2  書籍《北海道の鉄道廃線跡》（著：本久公洋，北海道新聞社，2011年9月發行）244-245頁。